# La nave senza nome
La nave senza nome (Wing and a Prayer) è un film statunitense del 1944 diretto da Henry Hathaway.
È un film di guerra e di propaganda classico ambientato nel teatro del Pacifico durante la seconda guerra mondiale e interpretato da Dana Andrews e Don Ameche. Il film racconta liberamente i reali eventi storici legati principalmente alla battaglia del Mar dei Coralli e alla battaglia delle Midway. Fu candidato nel 1944 per gli Academy Award per la migliore sceneggiatura originale.

## Produzione
Il film, diretto da Henry Hathaway su una sceneggiatura di Jerome Cady, Mortimer Braus e Jo Swerling con il soggetto di Jerome Cady, fu prodotto da Twentieth Century Fox Film Corporation e girato a San Diego in California dal 14 febbraio all'aprile del 1944. I titoli di lavorazione furono Queen of the Flat Tops e Torpedo Squadron 8.

## Distribuzione
Il film fu distribuito negli Stati Uniti nel 1944 al cinema dalla Twentieth Century Fox e dalla Fox Video per l'home video nel 1991. È stato poi pubblicato in DVD negli Stati Uniti dalla Twentieth Century Fox nel 2001. Il film è conosciuto anche con il titolo Wing and a Prayer: The Story of Carrier X.
Alcune delle uscite internazionali sono state:
- negli Stati Uniti il 28 luglio 1944 (Providence, Rhode Island, première)
- in Italia il 21 dicembre 1944 (La nave senza nome)
- in Svezia il 14 marzo 1945 (Spökskeppet)
- in Francia il 31 ottobre 1945
- in Austria nel 1946 (Mission im Pazifik)
- in Portogallo il 18 febbraio 1946 (A Odisseia do Porta-Aviões X)
- in Finlandia il 22 marzo 1946 (Kummituslaiva)
- in Austria il 25 aprile 1947 (riedizione)
- in Danimarca il 23 luglio 1951 (På sejrens vinger)
- in Belgio (Le porte-avions X)
- in Spagna (Alas y una plegaria)